# Frank Ferrer

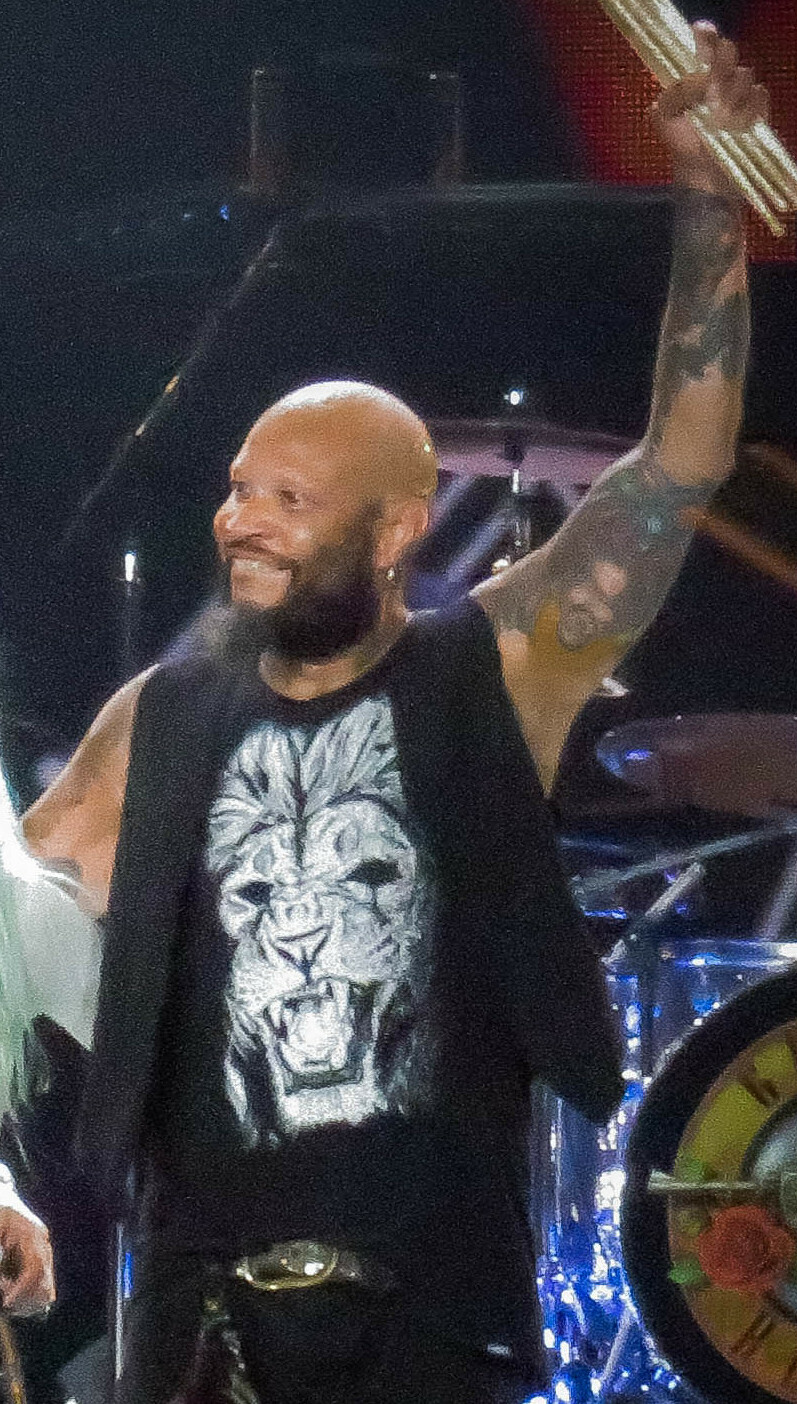
Frank Ferrer, 2016

Frank Ferrer (* 25. März 1966) ist ein US-amerikanischer Schlagzeuger. Er war von 2006 bis 2025 Schlagzeuger der Hardrock-Band Guns N’ Roses.

## Leben
Er lebte als Kind in New York, und nachdem er im Alter von 11 Jahren ein Konzert der Rockband Kiss besucht hatte, begann er, Musik zu machen. 1992 trat er der Band Love Spit Love bei, in der er zum ersten Mal Richard Fortus begegnete. Fortus stieg 2002 bei Guns N’ Roses ein, um dort Paul Tobias zu ersetzen, und 2000 löste sich Love Spit Love auf. Ferrer war außerdem Mitglied bei The Psychedelic Furs und The Beautiful. Ferner tourte er mit Doro Pesch und auch Nena – der Kontakt zu Nena kam über Richard Fortus zustande, der 2005 das Nena-Doppelalbum Willst du mit mir gehn als Gitarrist einspielte und auch auf der gleichnamigen Tournee Gitarre spielte. 2006 fragte ihn Fortus, ob er nicht für ein paar Konzerte Bryan Mantia bei Guns N’ Roses ersetzen wolle, da dieser bei seiner schwangeren Frau sei. Ferrer willigte ein und wurde schließlich in die Band aufgenommen. Auf dem langerwarteten 2008er Album Chinese Democracy sind beide Schlagzeuger zu hören. Im selben Jahr verließ Mantia Guns N’ Roses. Danach war Ferrer bis März 2025 fester Schlagzeuger der Band.

## Diskografie
Mit Love Spit Love
- Love Spit Love  (1994)
- Trysome Eatone  (1997)

Mit The Psychedelic Furs
- Superhits  (2003)

Mit Guns N’ Roses
- Chinese Democracy (2008)